# Креолизација
Креолизација је процес апсорбовања вредности друге културе. Супротан концепт је хомогенизација (упросечавање) или декреолизација. 
Културе се подвргавају креолизацији услед фузије распршених елемената који су и хетерогени и карактеристични за овај медијум.
У лингвистици се термин креолизација односи на стварање као резултат интеракције два или више језика новог језика, помешаних у вокабулару и граматици. У процесу креолизације, изложен контактима са другим језицима, језик се постепено поједностављује. На Балкану се разуме као балканизација језика. Тако су на основу католичке пропаганде у 17. веку створени илирски, албански (из Албанском краљевству) и румунски језик (из Ердељ). Први се развио у 19. веку у српскохрватски.